# 豊田萌絵 with もえころがし
『豊田萌絵 with もえころがし』（とよたもえ ウィズ もえころがし）は、2023年7月3日から2025年3月24日まで超!A&G+で配信されていた簡易動画付きのインターネットラジオ番組。パーソナリティは声優の豊田萌絵。

## 概要
豊田がマンスリーアシスタントに「あえてMCをほぼ任せる」という形でパーソナルな魅力を引き出すことによって、ひと月後にはツッコミを入れてくるまでの間柄を目指していく番組。2024年11月を除き（下記参照）、マンスリーアシスタントは豊田と同じスタイルキューブ所属の声優が担当していた。最終回となる2025年3月24日配信回は豊田が単独で担当した。
超!A&G+での豊田の単独番組は2021年3月まで配信された『豊田萌絵のアイドル畑でつかまえて』以来となり、文化放送としては2023年3月まで放送された『ヴァイナル・ミュージック〜歌謡曲2.0〜』（水曜〈火曜深夜〉パーソナリティ）以来となる。

## アシスタント
特記のない者はいずれも出演時点でスタイルキューブ所属の声優が担当。
| 担当       | 月                                               | 備考                                |
| ---------- | ------------------------------------------------ | ----------------------------------- |
| 花谷麻妃   | 2023年7月、2024年1月・12月                       |                                     |
| 月城莉奈   | 2023年8月、2024年6月                             |                                     |
| 白石真菜   | 2023年9月、2024年7月                             |                                     |
| 伊藤美来   | 2023年10月、2024年4月・10月、2025年3月10日・17日 | 豊田が所属する「Pyxis」のメンバー。 |
| 佐々木琴子 | 2023年11月、2024年8月（後半担当）                |                                     |
| 東城咲耶子 | 2023年12月                                       |                                     |
| 高槻みゆう | 2024年2月                                        |                                     |
| Machico    | 2024年3月、2025年3月3日                          |                                     |
| 小田果林   | 2024年5月                                        |                                     |
| 月城莉奈   | 2024年6月                                        |                                     |
| 石原夏織   | 2024年8月（前半担当）                            |                                     |
| 奥山敬人   | 2024年9月                                        |                                     |
| 石飛恵里花 | 2024年11月                                       | ホーリーピーク所属。                |
| 筆村栄心   | 2025年1月                                        |                                     |
| 和泉芳怜   | 2025年2月前半                                    |                                     |
| 神梛めい   | 2025年2月後半                                    |                                     |

## コーナー
ふつおた
リスナーから募集した、トークで転がりそうなお便りをアシスタントが紹介する。
もえころ握手会
握手会で使えそうな話題をメールで募集し、アシスタントが豊田と会って1分以内で話す。